# Яр Водяний
Яр Водяний — балка (річка) в Україні у Долинському й Криворізькому районах Кіровоградської й Дніпропетровської областей. Права притока річки Бокової (басейн Дніпра).

## Опис
Довжина балки приблизно 9,83 км, найкоротша відстань між витоком і гирлом — 9,20 км, коефіцієнт звивистості річки — 1,07. Формується декількома струмками та загатами. На деяких ділянках балка пересихає.

## Розташування
Бере початок на південно-східній стороні від села Федоро-Шулічине. Тече переважно на південний схід через село Благодатне і на північно-західній околиці села Анастасівка впадає в річку Бокову, праву притоку річки Інгульця.

## Цікаві факти
- На балці існують газгольдер та газова свердловина[2].